# Crkvica (otok)
Crkvica je duguljasti otočić u Malostonskom zaljevu, poznat i pod imenom Otok ljubavi ili Pjerotića škoj koji je od 1961. godine vlasništvo obitelji dr. Antuna Pjerotića. Otočić je položen paralelno s kopnom i poluotokom Pelješcem, u smjeru sjeverozapad-jugoistok i završava u moru blago položenom kamenom obalom. More je uz njega plitko, a sjeverozapadno se nalazi dobro uočljiva tamna hrid. Okružen je uzgajalištima školjki. Kuća i čempresi uokolo, dva kamena mola za privez barki, plaža, ruševine crkvice svete Ane iz 16. stoljeća, po kojoj je otok zapravo dobio ime, grobnica nekadašnjeg vlasnika, nekoliko borova, mali voćnjak i vinograd - sve je što otok danas ima. Nevelik je to komadić kopna, čija se obala može prepješačiti za svega nekoliko minuta. Zbog obilja plodne zemlje za tako mali otok ovdje se odavno uzgajalo voće. U doba Dubrovačke Republike jedno vrijeme služio je i kao lazaret (karantena). Zahvaljujući jednoj vlasnici, koja je nekoć posjedovala otok, a bila je sklona, kažu, slobodnijem načinu života, dobio je naziv Otok ljubavi.